# Преден хребет
Предният хребет (на английски: Front Range) е мощен планински хребет в източната част на Скалистите планини, разположен на територията на щата Колорадо, в САЩ. Дължината му от север на юг е 274 km, ширината – до 156 km, а площта – 25 801 km². На запад Предният хребет граничи с хребета Парк, на север – с планината Ларами, на юг долината на река Арканзас го отделя от планината Сангре де Кристо, а на изток склоновете му постепенно се понижават към Великите равнини. Най-високата му точка е връх Грейс Пик (4349 m), издигаща се в централната му част. Изграден е предимно от гранити. Билните му части са предимно платообразни, източните склонове – полегати, а западните – стръмни. Почти по цялото било на хребета преминава участък от континенталния вододел на Северна Америка. От него водят началото си реките Колорадо, Северен Плат, Южен Плат и Арканзас (последните три от басейна на Мисисипи). Склоновете му са обрасли с борови, елови и смърчови гори, а връхните му части са заети от алпийски пасища и снежници. В източното му подножие са разположени градовете Денвър, Колорадо Спрингс и др.